# Tycherus baeosemops
Tycherus baeosemops är en stekelart som beskrevs av Diller 2006. Tycherus baeosemops ingår i släktet Tycherus och familjen brokparasitsteklar. Inga underarter finns listade i Catalogue of Life.